# Сен Шапел
Сен Шапел (Света капела, француски - Sainte-Chapelle) се налази у Паризу на острву Сите (ile de la Cité). Када је грађена требало је да буде пупак света, фокус француске монархије. Подигнута је по налогу Луја IX. Требало је да буде грандиозни реликвијар, реликвијар свих реликвијара. Ту су пренете реликвије из Цариграда. Она је на неки начин симулација Богородице Фарске из Цариграда. Богородица Фарска је била имитација неба на земљи, а кроз елементе који су кроз реликвије били представљени наглашавало је ту функцију. Овде су најсветије иконе Христове и Богородичине. Сен Шапел је двоспратна грађевина, ту је и један стаклени реликвијар који је од пода до прозора у витражу са разним сценама. Нагласак у апсиди ставља се сценом крунисања Давида. По правилу у готичким грађевинама нема унутрашње декорације, међутим овде је има. Скулптура овде визуелизује небеско царство на земљи. Дуж једне и друге стране је по 6 апостола, а сам Христос је окружен ученицима. То наглашавање француског краљевства и моћи је такође израђено чињеницом да су сви сводови прекривени пламеним љиљанима. У 14. веку Карло IV у Прагу прави једну врсту овакве капеле која је имитација Сен Шапела, а све су оне имитација Богородице Фарске.
Изграђена је у готском стилу за рекордно време од 1238. до 1245.